# Kuromido
Kuromidō je japanska tradicionalna slitina   sačinjena od 99 % bakra i 1  %  arsena.Koristi se od 12.   stoljeća,najviše za urešavanje japanskog samurajskog mača   katane.Po nekim tezama   koristi se kao zamjena za plemenite metale,nalazišta kojih su u Japanu razmjerno rijetka i vrlo skromna u smislu količine.Zbog otrovnosti arsena rad s ovim materijalom podrazumijeva posebne mjere opreza.Koristi se i u mokume gane tehnici.

## Vanjske poveznice
- Introduction to japanese alloys
- Japanese Irogane alloys and patination